# プリンスリージェント海峡

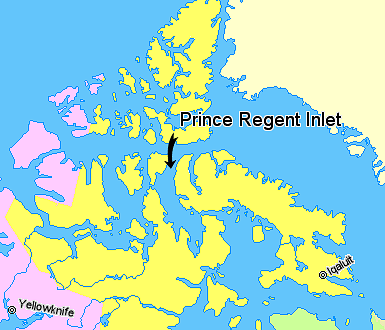
プリンスリージェント海峡

プリンスリージェント海峡（プリンスリージェントかいきょう、英語: Prince Regent Inlet）はカナダヌナブト準州のサマーセット島とBrodeur半島との間の海峡である。南はブーシア湾、北はランカスター海峡へつながっている。
座標: 北緯73度0分 西経90度30分 / 北緯73.000度 西経90.500度